# アンプリゾンルール
アンプリゾンルール（En prison）は、フレンチルーレット、ヨーロピアンルーレットにおけるルールの一種。語源はフランス語のEn prison(刑務所)から。

## 概要
イーブンベット(配当2倍)に賭けて0が出た場合、ベットは一旦保留され、再度スピンされる。次のスピンで当たればベットは返還されるが、外れれば没収となる。また、カジノによって代わりにサレンダー(スピンの代わりに半額没収、英語で降伏という意味)を採用している所もある。このルールにより、イーブンベットの控除率は半分(2.70%→1.35%)となる。アメリカンルーレットでは採用されておらず、フレンチルーレット、ヨーロピアンルーレットでも採用されていることはあまり多くない。